# Apoxenus micronesius
Apoxenus micronesius är en mångfotingart som beskrevs av Chamberlin 1947. Apoxenus micronesius ingår i släktet Apoxenus och familjen penseldubbelfotingar. Inga underarter finns listade i Catalogue of Life.